# HC 라다 톨리야티
HC 라다 톨리야티(러시아어: ХК Лада Тольятти)는 1976년 창단된 러시아 톨리야티의 프로 아이스하키팀이다. 현재 콘티넨탈 하키 리그에 참가하고 있으며 홈구장은 라다 아레나이다.